# Петербургский международный экономический форум 2023
Петербургский международный экономический форум 2023 (ПМЭФ-2023) — деловое мероприятие мирового уровня, проходившее в Санкт-Петербурге с 14 по 17 июня 2023 года.
Главная тема 26-го ПМЭФ: «Суверенное развитие — основа справедливого мира. Объединим усилия во имя будущих поколений».
Деловые мероприятия были разделены на пять направлений: «Выстраивая технологический суверенитет», «Народосбережение и качество жизни — основной приоритет», «Рынок труда: ответ на новые вызовы», «Мировая экономика в эпоху глобального перелома», «Российская экономика: от адаптации к росту».
За время проведения, гостями форума стали 17 тысяч представителей из 130 стран. Самое большое представительство в 200 человек было у Саудовской Аравии — официальной страны-гостя форума, на втором месте оказался Китай — 147 человек. Среди прочих присутствовали делегации Индии — 55 человек, Казахстана — 40, Кубы —39. Из США на форум приехало 27 гостей. Всего в мероприятии приняли участие 150 компаний из 25 недружественных стран.
За время проведения мероприятия заключено свыше 900 соглашений общим объемом 3 трлн. 860 млрд руб.
Губернатор Санкт-Петербурга Александр Беглов отметил, что на мероприятие приехали представители регионов и подписали 30 соглашений на сумму более 500 млрд рублей. Власти города-хозяина форума заключили 62 договора на более чем 660 млрд рублей.

## Заявления
Выступая на ПМЭФ-2023, президент России Владимир Путин акцентировал внимание на увеличении расходов на оборону в целях укрепления суверенитета; устранении проверок для бизнеса, если он не связан с причинением вреда людям и природе; амнистии для представителей бизнеса, совершившим вынужденные валютные нарушение во время действия моратория на штрафы, а также увеличении к 2023 году размера МРОТ в два раза.
Гость ПМЭФ-2023 президент Алжира Абдельмаджид Теббун, пожелав человечеству мира и безопасности, предложил свои услуги в качестве посредника в урегулировании ситуации на Украине. При этом глава государства назвал президента РФ Владимира Путина «другом всего человечества».
Глава Роснефти Игорь Сечин представил на ПМЭФ-2023 доклад «Содом и Гоморра на энергорынке» и выступил против увеличичения налогов на нефтяную сферу.
Председатель Центробанка России Эльвира Набиуллина выступила на ПМЭФ-2023 за проведение приватизации, подчеркнув, что в стране есть объекты, передача которых в частную собственность не повредит стратегическим интересам Российской Федерации. Вместе с тем, она обозначила риски возврата к плановой экономике.
Министр финансов РФ Антон Силуанов отметил быстрое замещение на отечественном рынке иностранных компаний, ушедших из России и обозначил главную цель на 2023 год — возращение уехавших пессимистов.

## Основные контракты
«Росатом» договорился о двух международных проектах: со Шри-Ланкой о строительстве атомной станции и Мьянмой — о предпроектных работах по возведению ветропарков.
Китайская CNCEC стала партнером проекта стоимостью более 80 миллиардов рублей по строительству завода метанола в Волгограде совместно с компанией Романа Троценко AEON.
«Русал» заявил о строительстве стоимостью в 400 млрд рублей глиноземного завода на 4,8 млн тонн и глубоководоного порта в Ленинградской области.
ПАО «Уралкалий» заключила соглашения c пятью крупнейшими китайскими компаниями-импортерами удобрений на поставку порядка 3,5 млн тонн в период с 2023 по 2025 годы.
До конца 2033 года были продлены межправительственные соглашения между Минэнерго РФ и Казахстана по транзиту российской нефти в Китай с ростом поставок до 10 млн тонн.